# Capital-risque convivial
Le terme « capital risque convivial » (en anglais, « love money ») est une expression désignant le capital issu des proches et qui a pour vocation le financement participatif ou communautaire. Ce mode de financement est notamment présent au Canada. 

## Association
Une association Love Money a été constituée en 1983 et reconnue en 1999 par les pouvoirs publics comme un mouvement en faveur de l’emploi et du développement économique des entreprises. Une fédération a été constituée en 1992 qui a mis en place 24 associations Love Money régionales à travers la France.
Ce mode de financement similaire au financement participatif ne comporte pas que des avantages. 